# Gaelynn Lea
Gaelynn Lea est une chanteuse et violoniste folk américaine, originaire du Minnesota. Elle est aussi connue pour défendre la cause des personnes handicapées.

## Enfance
Lea est née avec une ostéogenèse imparfaite, une maladie génétique qui entraîne des complications dans le développement des os et des membres. Très tôt, elle est passionnée par la musique classique et lorsqu'elle passe un test musical lors de sa cinquième année et dernière année d'école élémentaire, son professeur la remarque et l'encourage à poursuivre la musique. Lea développe une technique pour jouer du violon, consistant à tenir son archet « comme une batte de baseball », avec le corps de l'instrument placé devant elle, comme un violoncelle.
Elle a fréquenté le Macalester College, où elle s'est spécialisée dans les sciences politiques. Avant d'envisager une carrière musicale, elle voulait devenir avocate et défendre les droits des personnes handicapées.

## Carrière musicale
Au début de sa carrière, Lea réalise de nombreuses collaborations de musique folk comme celle avec Alan Sparhawk (en): The Murder of Crows. Elle a aussi joué avec Charlie Parr (en) et Billy McLaughlin (en).
Le talent de Lea est révélé après sa victoire aux « NPR Tiny Desk Concert » 2016. Sa musique et sa performance sont distinguées parmi six mille interprétations par un jury composé de Dan Aubach du groupe Black Keys, de Jess Wolfe du groupe Lucius (en), ainsi que du personnel de NPR.
Le style de Lea est tourné vers le classique, le celtic et la musique folk traditionnelle. À cause de son handicap, Lea doit jouer du violon  à la manière d'une violoncelliste, ce qui produit un son unique dans cette position. Son archet frotte d'abord les cordes inférieures du violon (comme pour le violoncelle) contrairement à la plupart des violonistes qui frottent la corde la plus haute en premier.
Lea reçoit de nombreux compliments pour sa musique comme celui de Geoffrey Himes lors d'une conférence folk, qui décrit Watch the world Unfold comme « la chanson la plus émouvante » qu'il ait entendue lors de la conférence.

## Discographie
Albums en solo
- 2015 :  All the Roads that Lead Us Home
- 2016 : Deepest Darkness, Brightest Dawn

Single
- 2016 : Someday We'll Linger in the Sun

Au sein du groupe Murder of Crows
- 2012 : Imperfecta

## Engagement dans la défense des personnes handicapées
Elle a été invitée en 2017 à l'université Yale lors d'une conférence TEDx pour discuter de la sexualité et des obstacles que les personnes handicapées rencontrent. Elle parle aussi de ce que la musique lui apporte pour surmonter les difficultés de la vie.